# Hymenolobium sericeum
Hymenolobium sericeum är en ärtväxtart som beskrevs av Adolpho Ducke. Hymenolobium sericeum ingår i släktet Hymenolobium och familjen ärtväxter. Inga underarter finns listade i Catalogue of Life.